# 羽田 (大田區)
羽田（日语：／ Haneda */?）是東京都大田區的町。現行行政單位為羽田一丁目至羽田六丁目。人口14,996人（2013年8月1日）。

## 地理
位於大田區東南部。北與大田區東糀谷、羽田旭町之間以環八通為界。東與羽田空港之間以海老取川為界。南與神奈川縣川崎市之間以多摩川為界。西與大田區本羽田、萩中之間以產業道路為界。
地域北部有東西向的京急空港線通過，設有大鳥居站出口（車站所在地為西糀谷）、穴守稻荷站，首都高速神奈川1號橫羽線南北縱貫町內。
車站附近為商業區，幹道沿線多大樓公寓，其他主要為住宅與工廠、漁業設備。

## 歷史
羽田在平治年間為漁業地區，明治中期以後成為穴守稻荷神社的門前町。此地原為優良漁場，但1960年代羽田機場啟用後，逐漸受到水質汚染的影響。

### 地名由來
《新編武藏風土記稿》並未詳細記載地名由來，目前有
- 海老取川旁的土地，形狀近似鳥羽而得名，為肥沃的田地
- 源自於濕地的「埴田」（はにだ），或是開墾地的「墾田」（はりた）
- 鳥的羽毛落在田地而得名

等各種說法。

## 活動
羽田祭是本地的大型活動。

## 設施
- 穴守稻荷神社
- 世嘉本社（總部於2018年搬遷至品川區後，大樓於2019年拆卸，1號館現扯為將於2023年12月開幕的美居東京羽田機場酒店；2號館現扯為2021年入伙的豐田[需要消歧义]租車羽田機場店大樓）
- 羽田京急巴士東京營業所
- 大師橋

## 備註
1. ↑  .   [2013-08-26]. （原始内容存档于2014-02-18）.
2. 1 2  京急電鉄（2008），P10。
3. ↑  京急電鉄（2008），P12～13。
4. ↑  京急電鉄（2008），P8～9。